# Nguyễn Công Phượng
Nguyễn Công Phượng (Đô Lương, Vietnam, 21 de gener de 1995) és un futbolista vietnamita que lidera el Hoàng Anh Gia Lai i la selecció del Vietnam.
Rep el nom del "Messi vietnamita" pels fans i els mitjans de comunicació pel seu joc i el seu físic. És un dels talents més prometedors del Vietnam. Es va formar a la HAGL - Arsenal JMG Academy i va pujar al primer equip de Hoàng Anh Gia Lai FC el 2015. El 2015 va ser escollit com el millor jugador jove de l'any.